# Буда (Черкасская область)
Буда (укр. Буда) — посёлок в Черкасском районе Черкасской области Украины, подчинённый Медведевской сельской общине
Население по переписи 2001 года составляло 41 человек. Почтовый индекс — 20933. Телефонный код — 4730.

## Местный совет
20933, Черкасская обл., Чигиринский р-н, с. Мельники

## Памятники
В селе, на территории музейно-этнографического комплекса «Дикий хутор», близ церкви Святого Праведного Петра Многострадального (Калнышевского) установлен первый на Украине памятник демонстрантам, погибшим в 2014 г. во время Евромайдана.
- 1100-летний дуб Максима Железняка
- Памятник односельчанам, погибшим от рук немецких карательных отрядов в 1943 г.
- Памятник односельчанам, погибшим от рук немецких карательных отрядов в 1943 г.